# Dorothy Atabong
Ayinke Dorothy Atabong (1969) es una actriz, escritora y productora ugandesa.
Es famosa por Sound of Tears. Obtuvo varios premios incluyendo un Premio de la Academia de Cine de África en 2015.

## Trayectoria
Atabong recibió críticas positivas para producciones de teatro como Wedding Band, The Africa Trilogy por Volcano Theatre, parte del Festival de Arte de Luminato y el Festival Stratford, The Canadian Stage Company y Studio 180 producción de The Overwhelming.
Atabong publicó una novela romántica, The Princess of Kaya, en 2002, que fue finalmente adaptada a un guion cinematográfico. Su gran guion destacado, Daisy’s Heart, ganó el  Best Low Budget Script en el Festival femenino Eye Film en Toronto. También escribió, dirigió y fue protagonista en Sound of Tears,un film corto estrenado en el Festival Mundial de Cine de Montreal. El film ganó el Premio de la Academia de cine de África a la mejor diáspora corta y también obtuvo un Platinum Remi en el 48 Festival de cine WorldFest Houston.
Participó en TV, incluyendo la serie de televisión premiada Mayday, Ocean Landing (African Hijack) for the Discovery Channel; Degrassi: The Next Generation and The Line para The Movie Network. Atabong también fue protagonista en Glo, parte The Africa Trilogy dirigida por Josette Bushell-Mingo, y lideró un elenco de 11 personas en el rol de Julia en la película Wedding Band de Alice Childress. Otros trabajos fueron la producción de  The Studio 180 y Canadian Stage Company, producción de The Overwhelming por J. T. Rogers, y producción de  Theatre Awakening’s In Darfur en el Teatro Passe Muraille para SummerWorks, por lo el que ganó el Emerging Artist Award.

## Vida personal
Atabong contrajo matrimonio en 2008 y tuvo dos hijos, uno nació en 2011, el otro en 2015. En 2013 Atabong apareció en el programa de CBC Radio Metro Morning con Matt Galloway para discutir sobre violencia contra la mujer, y su película Sound Of Tears for the National Day of Remembrance and Action on Violence Against Women el 6 de diciembre de 2013

## Filmography and Theatre

### Cine
| Year | Title                    | Role                   | Notes                               |
| ---- | ------------------------ | ---------------------- | ----------------------------------- |
| 2014 | Sound of Tears           | Amina                  | Producer, Writer, Director          |
| 2010 | Dreamt                   | Amanda                 | Co-Producer, 1st Assistant Director |
| 2008 | If Only                  | Madre                  |                                     |
| 2006 | Nancy Loves Miss Brown   | Miss Brown             | Calgary International Film Festival |
| 2006 | Dollar Van               | Mrs. Lebbie            |                                     |
| 2003 | Mutant Swinger from Mars | bailarina              |                                     |
| 2002 | One Night                | Sawudatu               | productora, escritora               |
| 2000 | Impact                   | Recepcionista de hotel |                                     |

### Televisión
| Year | Title                                 | Role             | Notes                      |
| ---- | ------------------------------------- | ---------------- | -------------------------- |
| 2012 | Degrassi: The Next Generation         | Nurse Olivia     | Episode: "Say It Ain't So" |
| 2009 | The Line                              | Mrs. Douglas     | 2 Episodes                 |
| 2006 | Air Emergency Mayday - African Hijack | Flight Attendant | Episode: Ocean Landing     |
| 2001 | NYPD Blue                             | Camarera         | Episode: Cops and Robber   |

### Teatro
| Year | Title                      | Role           | Notes                                         |
| ---- | -------------------------- | -------------- | --------------------------------------------- |
| 2010 | The Overwhelming           | Elise Kayitesi | The Canadian Stage Company, Toronto           |
| 2010 | The Africa Trilogy         | Lydia          | The Fleck Dance Theatre Harbourfront, Toronto |
| 2008 | In Darfur                  | Hawa           | Theatre Passe Muraille                        |
| 2001 | Joe Turner's Come and Gone | Mattie         | Theatre in the Park, New York City            |
| 1999 | Angelique                  | Manon          | Detroit Repertory Theatre                     |

## Premios
| Año  | Premio                                    | Categoría                                   | Trabajo        | Resultado |
| ---- | ----------------------------------------- | ------------------------------------------- | -------------- | --------- |
| 2008 | Summerworks Emerging Artist Awards        | Mejor Actriz                                | In Darfur      |           |
| 2011 | Female Eye Film Festival                  | Mejor guion de bajo costro                  | Daisy's Heart  |           |
| 2015 | Africa Movie Academy Awards               | Mejor corto de diáspora                     | Sound of Tears |           |
| 2015 | WorldFest Houston Platinum Remi Awards    | Mejor film corto                            | Sound of Tears |           |
| 2015 | Pan African Film Festival Los Angeles     | Mejor film corto                            | Sound of Tears |           |
| 2015 | Yorkton Film Festival Golden Sheaf Awards | Mejor director y mejor film corto de acción | Sound of Tears |           |